# Xaasongaxango jezik
Xaasongaxango (Xasonga, Kassonke, Khassonka, Khassonké, Khasonke, Kasonke, Kasson, Kasso, Xaasonga, Xasonke; ISO 639-3: kao), jezik naroda Khassonké (Xasongolu) iz Malija, Senegala i Gambije, član porodice Mande, velike nigersko-kongoanske porodice. Najveći gradovi u kojima se govori su Bafoulabé i Kayes u Maliju. Ima oko 128 170 govornika od čega 120 000 u Maliju (1991) i 8 170 u Senegalu (2002).

## Vanjske poveznice
- Ethnologue (14th)
- Ethnologue (15th)